# Ara tricolor
El guacamayo cubano (Ara tricolor) es una especie extinta de ave psitaciforme de la familia de los loros (Psittacidae), que habitaba las islas de Cuba y de la Juventud. Desapareció a finales del siglo XIX.

## Descripción

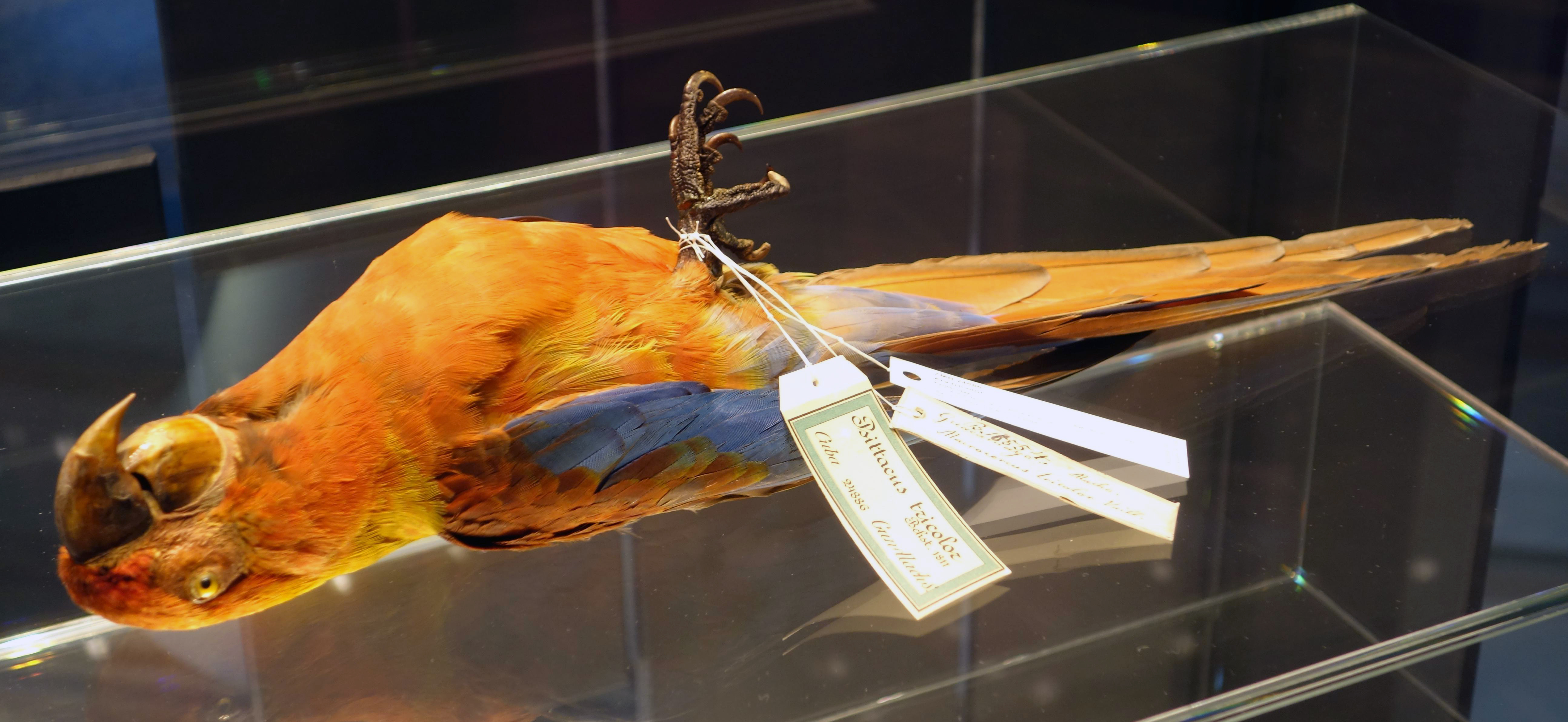
Ejemplar disecado en Museo de Historia Natural de Berlín, uno de los 19 especímenes existentes

El guacamayo cubano tenía una frente roja que se desvanecía a naranja y luego a amarilla en la nuca. Tenía áreas blancas sin plumas alrededor de los ojos e iris amarillos. La cara, la barbilla, el pecho, el abdomen y los muslos eran de color naranja. La parte superior de la espalda era de color rojo pardusco con plumas festoneadas de verde. La rabadilla, las plumas inferiores y la espalda baja eran azules. Las plumas de las alas eran de color marrón, rojo y azul violáceo. La superficie superior de la cola era de color rojo oscuro que se desvanecía a azul en la punta y la superficie inferior de la cola era de color rojo pardusco. El pico se ha descrito de diversas formas como oscuro, completamente negro y negro grisáceo. Las patas eran marrones. Los sexos eran idénticos en apariencia externa, como con otros guacamayos. El guacamayo cubano se diferenciaba físicamente del guacamayo escarlata por la falta de un parche amarillo en el hombro, su pico completamente negro y su tamaño más pequeño.
Con unos 50 centímetros de largo, el guacamayo cubano era un tercio más pequeño que sus parientes más grandes. El ala medía de 27,5 a 29 centímetros de largo, la cola de 21,5 a 29 centímetros, el culmen de 42 a 46 milímetros y el tarso de 27 a 30 milímetros. El cráneo subfósil muestra que la longitud entre la bisagra naso-frontal y el cóndilo occipital era de 47,0 milímetros, el ancho a través de la bisagra naso-frontal era de aproximadamente 25,0 milímetros y el ancho de los procesos postorbitales era unos 40 milímetros. Los detalles del cráneo eran similares a los de otras especies de Ara.

## Extinción
El guacamayo cubano era bastante común en torno a 1800 en Cuba, y probablemente también vivió en la isla de la Juventud (anteriormente llamada isla de Pinos). Durante el siglo XIX, la población humana en su ámbito de hogar aumentó dramáticamente, lo que lleva a la deforestación generalizada. Escritos de mediados del siglo XIX muestran la situación antes de que se extinguiesen. Se muestra que poblaban Matanzas en la ciénaga de Zapata y la isla de la Juventud. Su captura se incrementó pues eran hermosos regalos para los reyes de España y poco a poco fueron reducidos. La deforestación que se llevó a cabo durante la etapa colonial eliminando sus últimos hábitats, exterminó a los últimos ejemplares igualmente. El último ejemplar conocido fue abatido en 1864 en  La Vega cerca de la Ciénaga de Zapata. Testimonios sin confirmar sobre la existencia de ejemplares continuaron hasta 1885.
El ave fue cazada como alimento, aunque su carne tenía mal sabor. Sus nidos fueron saqueados  para adquirir las aves jóvenes como mascotas. Hasta 1849, la especie parece haber sido capaz de mantener su posición por lo menos en áreas remotas nunca visitadas, pero posteriormente, la población disminuyó drásticamente y no pudo recuperarse. Se sabe de al menos 19 especímenes conservados, incluido el último registrado en 1864 en La Vega, en las inmediaciones de la Ciénaga de Zapata, que parece haber sido el último bastión de la especie. Los registros no confirmados sugieren que las aves han persistido en ella hasta 1885. 
En 2005, una especie de piojo, Psittacobrosus bechsteini, se informó de un espécimen de museo del Guacamayo cubano. Se cree que han sido exclusivos de este guacamayo, por lo que es un ejemplo de coextincción.